# Бек-Софиев, Борис Александрович
Борис Александрович Бек-Софиев (имя при рождении — Аскер Абас-Кули-бек оглы Софиев; азерб. Əskər Abbasqulu bəy oğlu Sofiyev; 10 июня 1872 — 25 апреля 1934, Париж) — офицер Русской императорской армии, участник русско-японской и Первой мировой войн, Георгиевский кавалер.

## Биография
Из дворян Тифлисской губернии. Происходил из азербайджанского бекского рода Софиевых. Отец — Абас-Кули-бек Софиев, войсковой старшина Волгского полка Терского казачьего войска. Мать — Михалина Степановна Якубовская, происходила из литовско-татарского рода. В 90-х годах XIX века принял православие и имя Борис Александрович.
Общее образование получил в Псковском кадетском корпусе. В службу вступил юнкером рядового звания в 3-е военное Александровское училище, из которого в 1894 году выпущен подпоручиком в 110-й пехотный Камский полк. В 1894 году прикомандирован к 6-й артиллерийской бригаде для испытания по службе и перевода впоследствии в артиллерию. В 1896 году переведён в 6-ю артиллерийскую бригаду с зачислением в 8-ю батарею. В 1898 году переведен во 2-ю артиллерийскую бригаду. 19 июля 1898 года произведён в поручики. С 19 августа 1901 года — штабс-капитан.
Принимал участие в русско-японской войне 1904—1905 годов.
В 1907 году переведён в 1-й Восточно-Сибирский мортирный артиллерийский дивизион и произведён в капитаны. В 1912 году переведён в 19-ю артиллерийскую бригаду.
В 1913 году командирован в Офицерскую артиллерийскую школу, которую окончил с отметкой «успешно». В 1914 году назначен командующим батареей 19-й артиллерийской бригады.
С началом Первой мировой войны переведён 7 августа 1914 года в 65-ю артиллерийскую бригаду командующим 5-й батареей. 31 августа того же года произведён в подполковники с утверждением в должности командира батареи.
13 января 1915 года награждён орденом Святого Георгия 4-й степени:
За то, что в бою с 26-го по 29-го августа 1914 года у д. Страды-Ямельня, находясь под огнём, решительным и метким огнём своей батареи способствовал отбитию атак противника на свою пехоту, чем способствовал удержанию ею позиции.
24 февраля 1915 года награждён Георгиевским оружием:
За то, что в бою 31-го августа 1914 г. у с. Бердихов, находясь под сильным шрапнельным огнём, скорым и метким огнём своей батареи быстро привёл к молчанию и отступлению неприятельскую батарею у с. Пршельбице, чем способствовал продвижению нашей пехоты
22 августа 1915 года награждён орденом Святого Владимира 4-й степени с мечами и бантом. 4 ноября 1915 года произведён в полковники. 30 апреля 1916 года назначен командиром 1-го дивизиона 57-й артиллерийской бригады.
Во время Гражданской войны участник Белого движения. Участвовал в Ярославском восстании и Бредовском походе.
В 1920 году эвакуировался в Югославию, позже переехал во Францию. Умер 25 апреля 1934 года в Париже. Похоронен на кладбище Тье.

## Награды
- Орден Святого Станислава 3-й степени (ВП 19 января 1901 года)
- Орден Святой Анны 3-й степени (21 января 1906 года, утверждено ВП 13 мая 1907 года)
- Орден Святого Георгия 4-й степени (Приказ по 8-й армии 26 ноября 1914 года № 209, утверждено ВП 13 января 1915 года)
- Георгиевское оружие (Приказ по 8-й армии 26 ноября 1914 года № 210, утверждено ВП 24 февраля 1915 года)
- Орден Святого Станислава 2-й степени с мечами (11 февраля 1915 года, утверждено ВП 30 ноября 1915 года)
- Орден Святой Анны 2-й степени с мечами (29 марта 1915 года, утверждено ВП 11 января 1916 года)
- Орден Святого Владимира 4-й степени с мечами и бантом (ВП 22 августа 1915 года).

## Семья
Жена — Лидия Николаевна Родионова.
Сыновья: Юрий (род. 20.02.1899), Лев (род. 11.11.1902) и Максимилиан (род. 17.01.1906).